# Enuff Z'nuff
Enuff Z'Nuff est une formation musicale américaine originaire de Chicago, Illinois.

## Un décollage jamais vraiment amorcé
Le quatuor jouit d'une bonne réputation sur la scène régionale, ce qui l'aide à se faire engager par un grand label.
Enuff Z'Nuff est publié à l'été 1989. Porté par le simple Fly High Michelle, c'est l'un de leurs rares disques à être classé dans les palmarès américains.
Certaines similitudes artistiques et l'origine géographique les font comparer, par les médias spécialisés, aux vétérans Cheap Trick. Mais les nouveaux venus, timidement soutenus, ne répondront jamais aux attentes, malgré leur abondante production.

## Musiciens
- Donnie Vie - chant, guitare, claviers
- Chip Z'Nuff - chant, guitare, basse[1]
- Derek Frigo (1967;2004) - guitare
- Vic Foxx - batterie[2]

sont l'incarnation historique d'Enuff Z'Nuff. Au début des années 1990, des instrumentistes viennent ponctuellement les seconder, comme Gino Martino et Johnny Monaco à la guitare, Ricky Parent (1963-2007) et B.W. Boeski à la batterie.
Le quatuor doit faire face après 2000 à deux drames successifs, à la suite des disparitions de Derek et Ricky.
Chip Z'Nuff se produit régulièrement sur scène depuis quelques années aux côtés de Steven Adler, au sein de son projet personnel, Adler's Appetite.

## Discographie
Albums studio sauf indication.
- Enuff Z'Nuff, août 1989
- Strength, mars 1991
- Animals with Human Intelligence, mars 1993
- 1985, mai 1994
- Tweaked, septembre 1995
- Peach Fuzz, février 1996
- Seven, février 1997
- + Live, mai 1999 +
- Paraphernalia, mai 1999
- 10, octobre 2000
- Welcome to Blue Island, juin 2003
- Favorites, juin 2004 (compilation)
- ?, octobre 2004
- Dissonance, avril 2009